# سوديرمان
سوديرمان ( باللغة الاندونيسية : Soedirman ؛ 24 يناير 1916  - 29 يناير 1950) كان ضابطًا عسكريًا إندونيسيًا رفيع المستوى خلال الثورة الوطنية الإندونيسية . القائد الأول للقوات المسلحة الوطنية الإندونيسية، ولا يزال يحظى باحترام واسع في البلاد.
وُلد سوديرمان في بوربالينجا، جزر الهند الشرقية الهولندية، وانتقل إلى تشيلاكاب في عام 1916 وترعرع على يد عمه. طالب مجتهد في مدرسة المحمدية، أصبح محترمًا في المجتمع بسبب إخلاصه للإسلام. بعد تركه كلية المعلمين، في عام 1936 بدأ العمل كمدرس، ثم مدير مدرسة ابتدائية في المحمدية. بعد أن احتل اليابانيون جزر الهند في عام 1942، استمر سوديرمان في التدريس، قبل أن ينضم إلى المدافعين عن الوطن برعاية يابانية كقائد كتيبة في بانيوماس في عام 1944. في هذا المنصب، قام بقمع تمرد من قبل زملائه الجنود، ولكن تم اعتقاله لاحقًا في بوجور . بعد إعلان إندونيسيا استقلالها في 17 أغسطس 1945، قاد سوديرمان انفصالًا ثم ذهب إلى جاكرتا للقاء الرئيس سوكارنو . كلف بالإشراف على استسلام الجنود اليابانيين في بانيوماس، أنشأ قسمًا لهيئة سلامة الشعب هناك. في 12 نوفمبر 1945، في انتخابات لتحديد القائد العام للجيش في يوجياكارتا، تم اختيار سوديرمان بدلاً من Oerip Soemohardjo في تصويت قريب. وأثناء انتظار التأكد، أمر سوديرمان بشن هجوم على القوات البريطانية والهولندية في أمباراوا . عززت المعركة التي تلت ذلك والانسحاب البريطاني الدعم الشعبي لسوديرمان، وتم تأكيده في النهاية في 18 ديسمبر.
خلال السنوات الثلاث التالية، رأى سوديرمان فشل المفاوضات مع القوات الاستعمارية الهولندية العائدة، أولاً بعد اتفاقية Linggadjati- الذي شارك سوديرمان في صياغتها- ثم اتفاقية رينفيل ؛ كما واجه معارضة داخلية، بما في ذلك محاولة انقلاب عام 1948. وفي وقت لاحق ألقى باللوم على هذه المشكلات في إصابته بالسل، مما أدى إلى انهيار رئته اليمنى في نوفمبر 1948. في 19 ديسمبر 1948، بعد عدة أيام من خروج سوديرمان من المستشفى، شن الهولنديون هجومًا على العاصمة . هرب سوديرمان ووحدة صغيرة من القوات الهولندية وغادروا المدينة، وجعلوا مقرهم في سوبو، بالقرب من جبل لاو . هناك قاد سوديرمان الأنشطة العسكرية في جميع أنحاء جاوة، بما في ذلك استعراض القوة في يوجياكارتا في 1 مارس 1949. عندما بدأ الهولنديون الانسحاب، في يوليو 1949، تم استدعاء سوديرمان إلى يوجياكارتا ومُنع من القتال أكثر. في أواخر عام 1949، انتكس مرض السل في سوديرمان، وتقاعد في ماجيلانج، حيث توفي بعد أكثر من شهر بقليل من اعتراف الهولنديين باستقلال إندونيسيا. تم دفنه في مقبرة سيماكي هيروز في يوجياكارتا.
جاء خبر وفاة سوديرمان حزين في جميع أنحاء إندونيسيا، حيث تم رفع الأعلام وتجمع الآلاف لمشاهدة قافلة جنازته وموكبه . لا يزال يحظى باحترام كبير في إندونيسيا. حملته حرب العصابات كان لها الفضل في تطوير روح العمل الجماعي للجيش، و 100 كيلومتر (62 ميل) الطريق الطويل الذي سلكه يجب أن يتبعه الطلاب الإندونيسيون قبل التخرج. ظهر سوديرمان بشكل بارز في سلسلة عام 1968 من الأوراق النقدية للروبية، ولديه العديد من الشوارع والمتاحف والآثار التي سميت باسمه. في 10 ديسمبر 1964، تم إعلانه بطلاً قومياً لإندونيسيا .

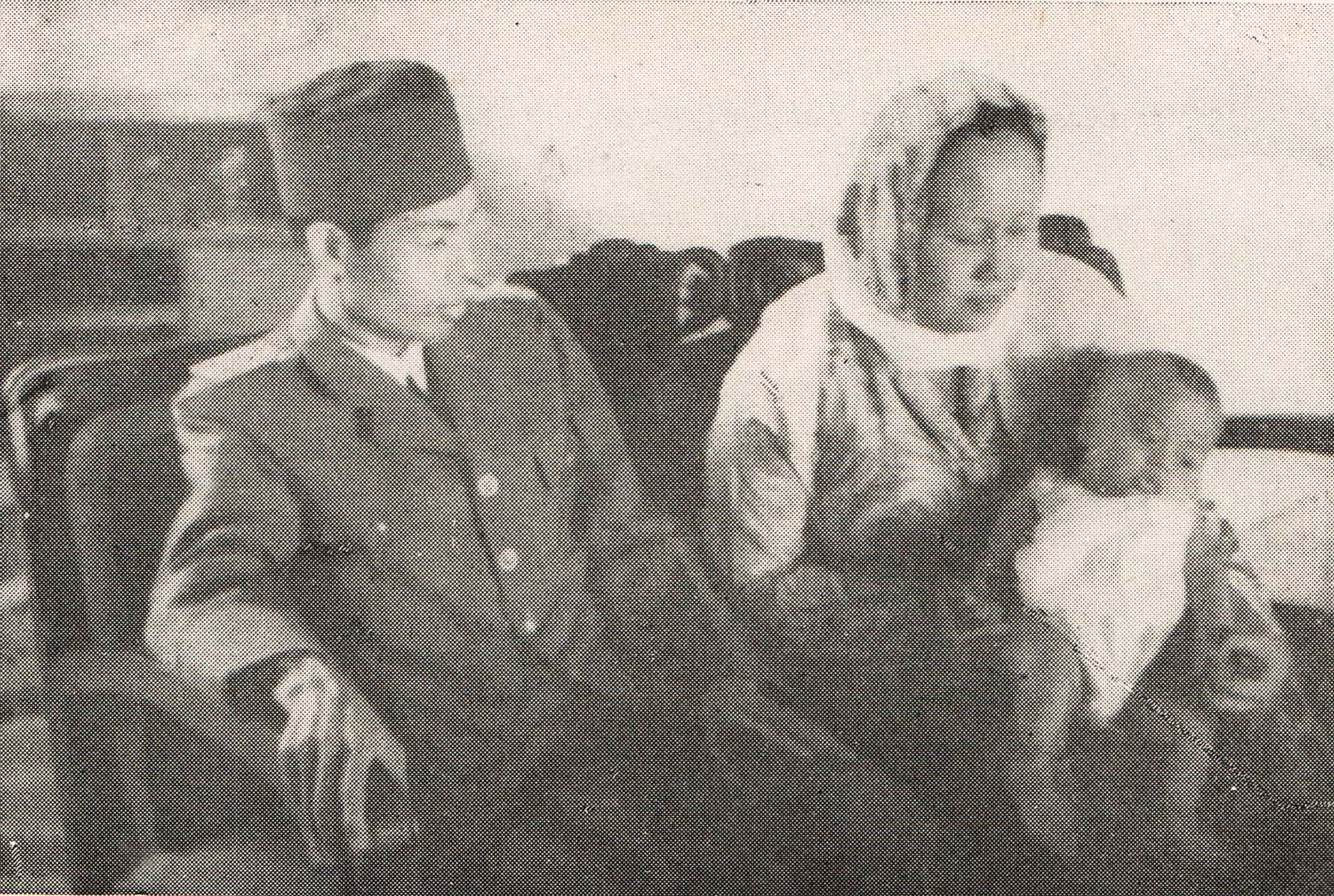
سوديرمان وزوجته ألفية مع ابنهما الأصغر 1949

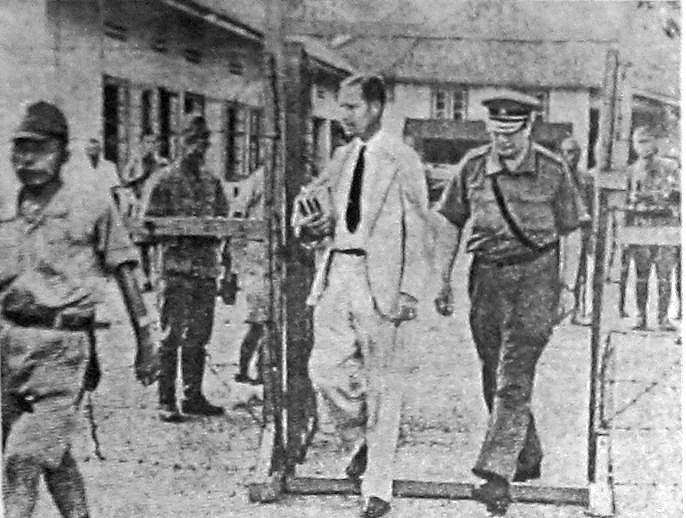
تم إحضار الحاكم العام تجاردا فان ستاركينبورغ ستاتشوير والجنرال هاين تير بورتن إلى معسكر اعتقال ؛ استسلم الاثنان للقوات اليابانية الغازية في 9 مارس 1942، مما أدى إلى احتلال دام ثلاث سنوات.

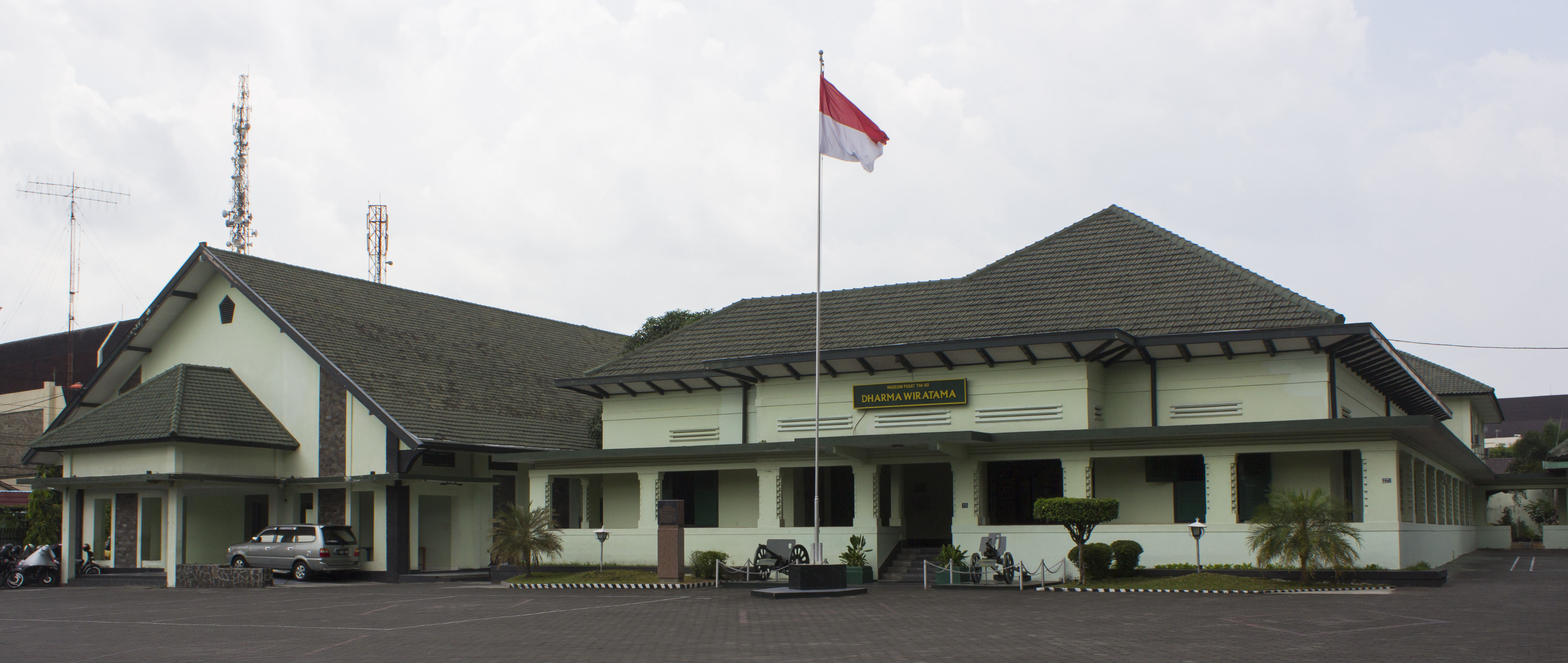
أول مقر مخصص لجيش الأمن الشعبي TKR ، يقع في جوندوكوسومان، يوجياكارتا ؛ هو الآن متحف دارما ويراتاما.

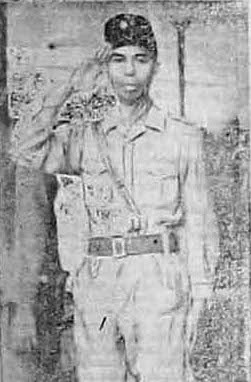
سوديرمان، أوائل عام 1946

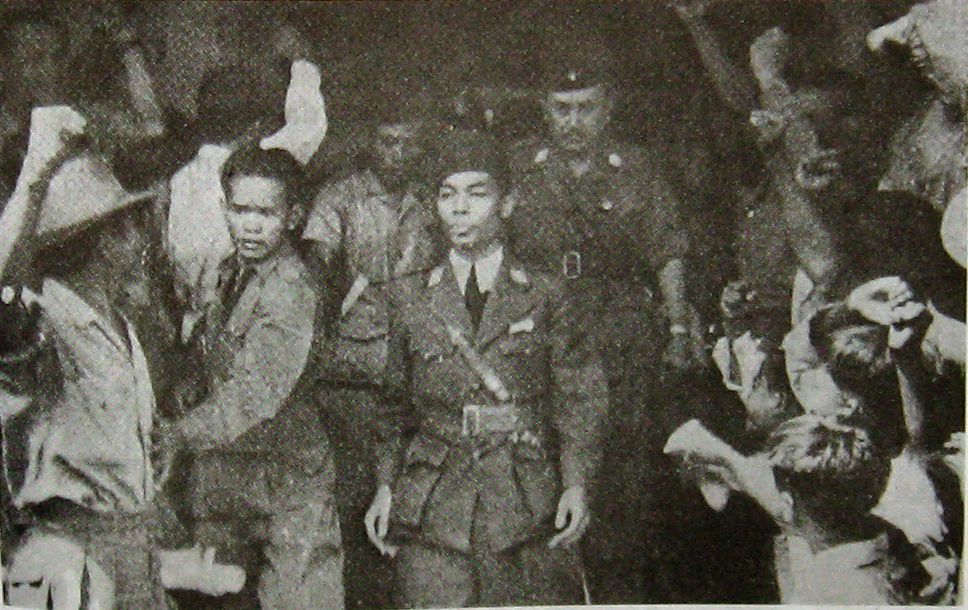
وصول سوديرمان إلى جاكرتا في 1 نوفمبر 1946

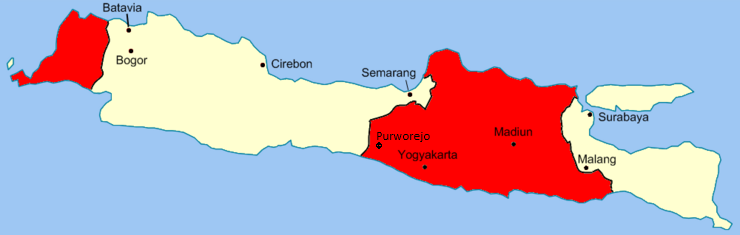
خط فان موك، مع المناطق الواقعة تحت السيطرة الإندونيسية باللون الأحمر ؛ في عام 1947، أُجبر سوديرمان على سحب أكثر من 35000 جندي من المناطق التي يسيطر عليها الهولنديون.

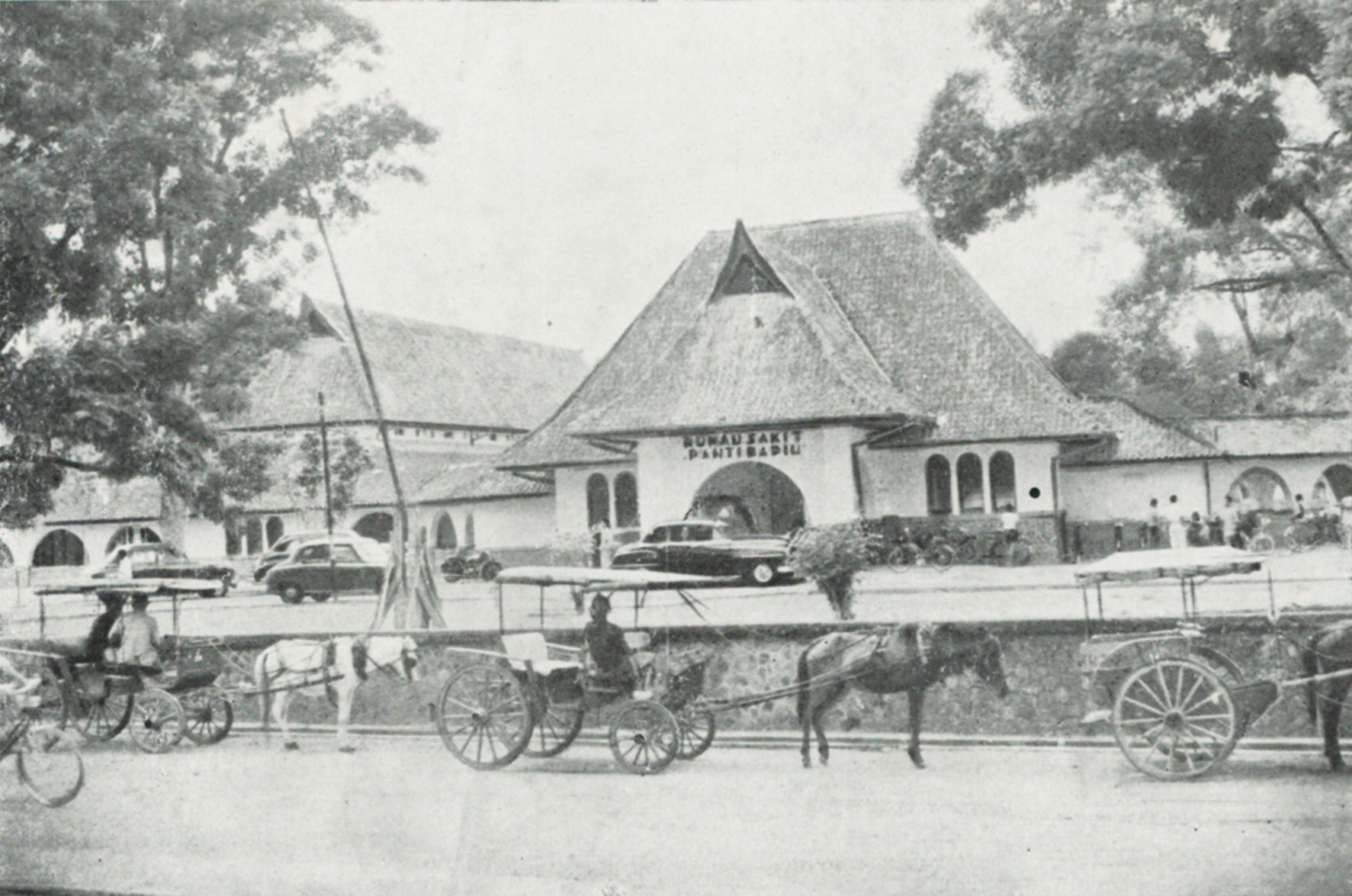
مستشفى بانتي رابيه (في الصورة ج. 1956)، حيث عولج سوديرمان من مرض السل

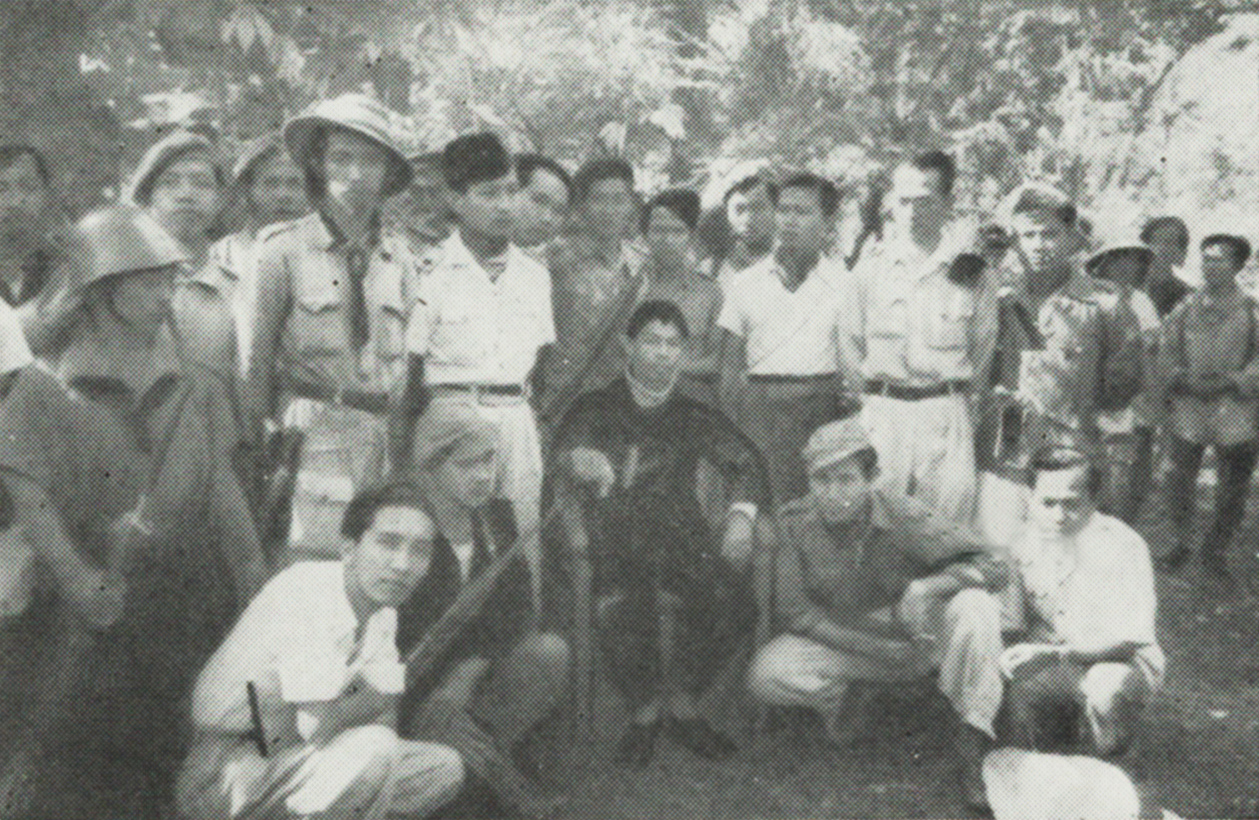
سوديرمان، محاطًا بمقاتليه خلال حملتهم

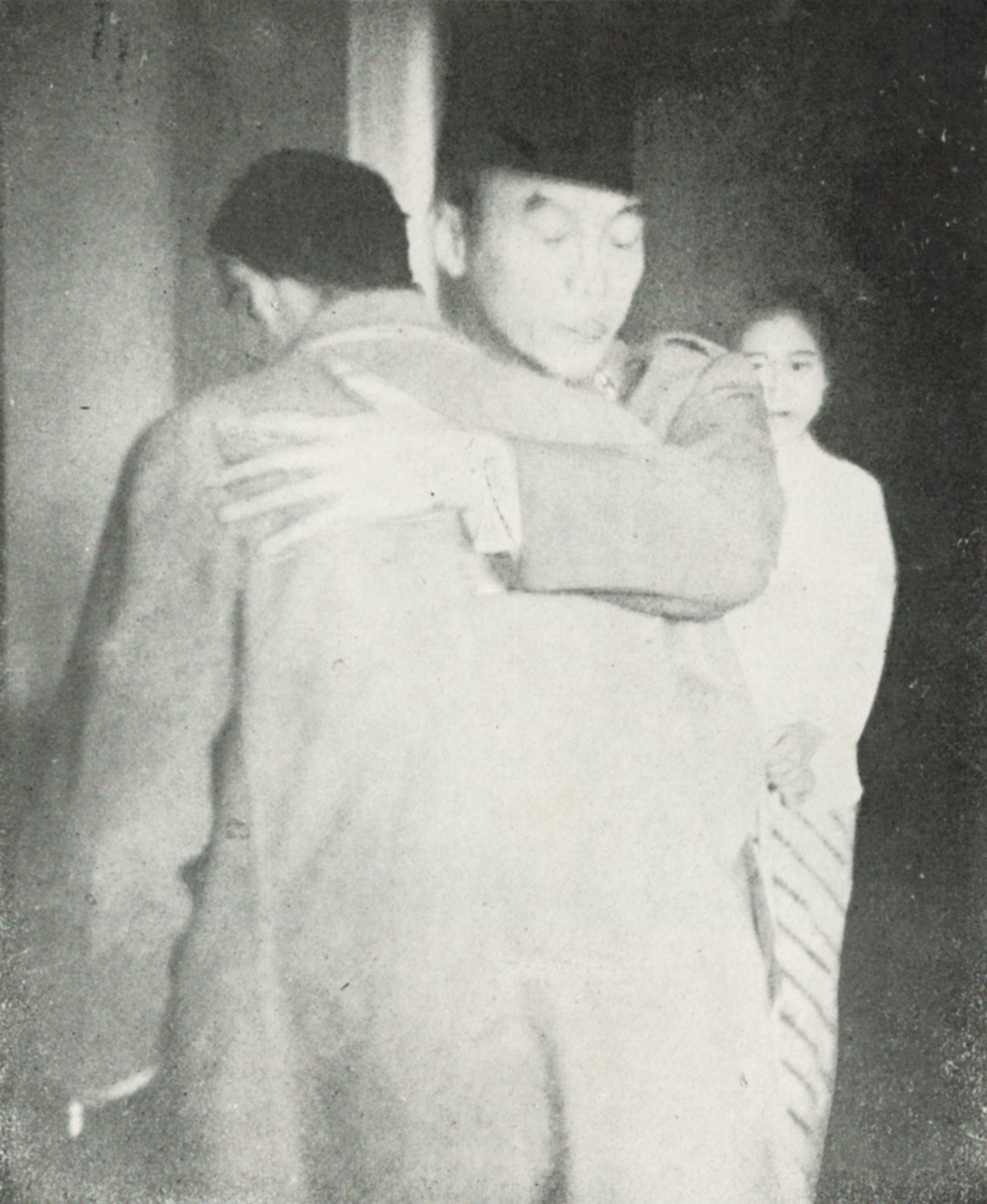
سوديرمان (إلى اليسار) يحتضنه الرئيس سوكارنو عند عودته إلى يوجياكارتا.

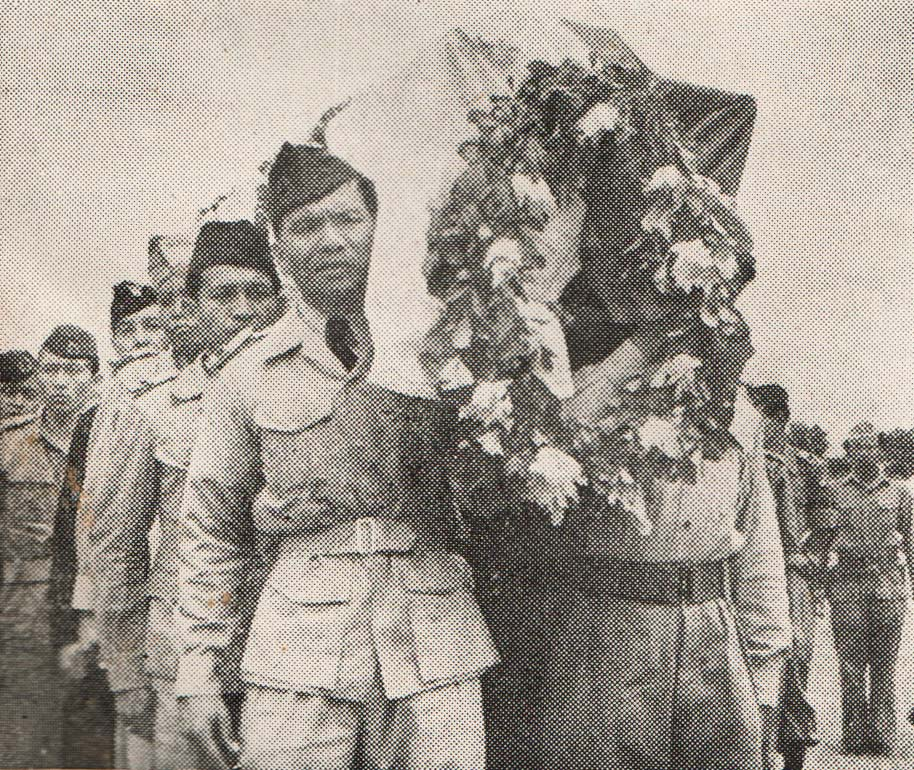
الجنود يحمل نعش سوديرمان

توفي سوديرمان في ماجيلانج الساعة 18:30 يوم 29 يناير 1950 تم الإبلاغ عن هذا في بث خاص عبر RRI.  عند تلقي نبأ وفاته، استقبل منزل عائلة سوديرمان العديد من الزوار، بما في ذلك الزائر التاسع بأكمله اللواء الذي تمركز في مكان قريب.  في صباح اليوم التالي تم إحضار جثة سوديرمان إلى يوجياكارتا. مع مرور قافلة الجنازة، التي تقودها أربع دبابات وتتألف من ثمانين سيارة،  وقف آلاف المعزين على جوانب الشوارع. تم تنظيم القافلة من قبل أعضاء الفرقة التاسعة الفرقة. 
وحضر العرض، الذي أقيم في المسجد الكبير في يوجياكارتا بعد الظهر، عدد كبير من النخبة السياسية والعسكرية من إندونيسيا والدول الأجنبية. تم نشر مذكرات سوديرمان في وقت لاحق من ذلك العام. كما تم نشر سلسلة من خطاباته في عام 1970. 

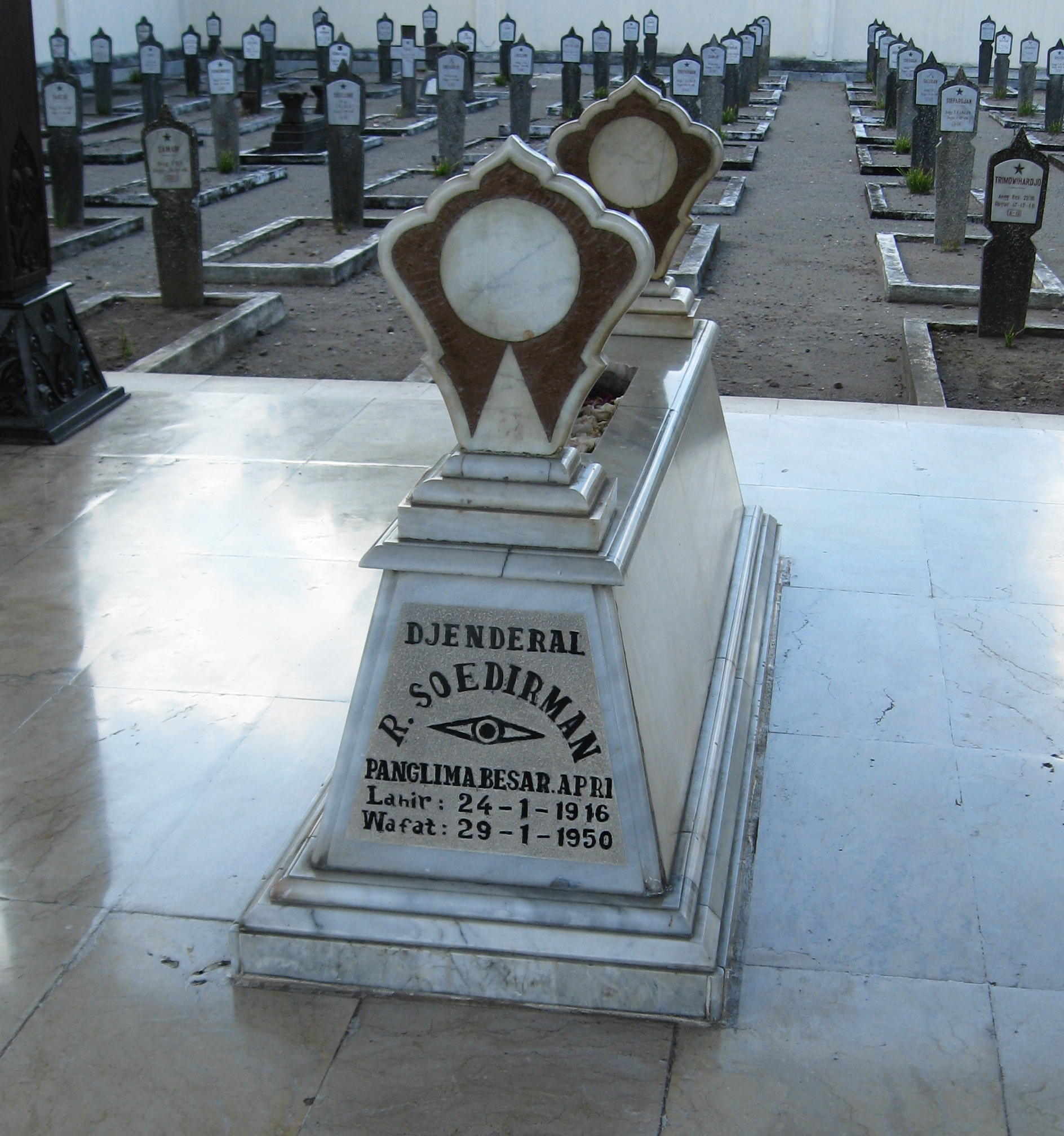
قبر سوديرمان في مقبرة سيماكي هيروز في يوجياكارتا ؛ أصبحت مقصد الحج.

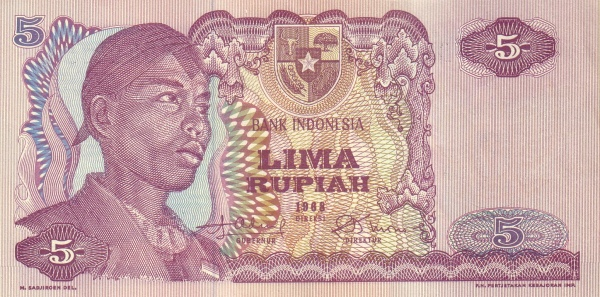
سوديرمان على ورقة نقدية فئة 5 روبية، صدرت عام 1968

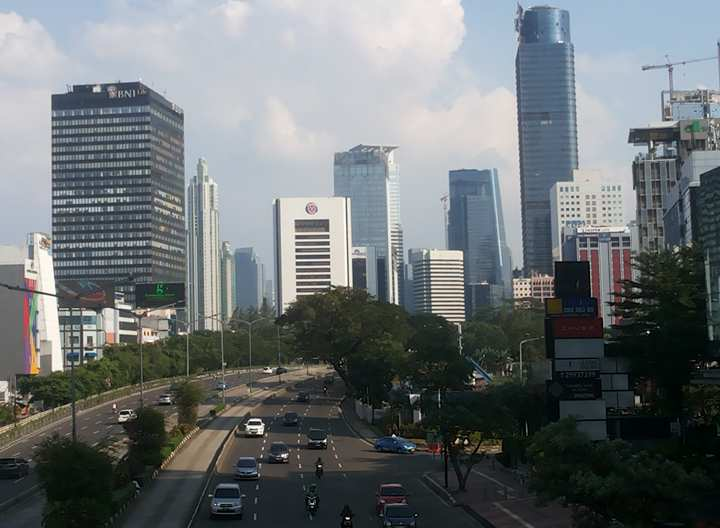
شارع سوديرمان في جاكرتا